# 戴妮·迪亚斯
戴妮·马萨尔·迪亚斯（葡萄牙語：Daiene Marçal Dias，1989年5月16日—）生于圣埃斯皮里图州维多利亚，是一名巴西女子游泳运动员，主攻蝶泳。她在六岁时开始接触游泳，当时她患有鼻炎和鼻竇炎，为治好病，她开始学习游泳。在游泳之外，她也曾于2010年短暂从事过铁人三项运动。